# Gerhard Schach

Gerhard Schach

Gerhard Paul Julius Schach (* 8. März 1906 in Berlin; † 30. April 1945 ebenda) war ein deutscher Politiker (NSDAP). Er amtierte unter anderem während der letzten Phase des Zweiten Weltkriegs als stellvertretender Gauleiter von Berlin.

## Leben und Wirken
Geboren in der elterlichen Wohnung in der Friedrichsberger Straße 12 in der Stralauer Vorstadt als Sohn des Konditors Paul Schach und der Martha geb. Bold, besuchte Gerhard Schach das Königstädtische Gymnasium und absolvierte anschließend an der Höheren Fachschule eine Ausbildung als Textilverkäufer.
Am 1. August 1928 trat Schach in die NSDAP ein, wo er den Posten als Kreisleiter übernahm. 1932 wurde er zum Gauinspekteur II von Berlin ernannt und heiratete die Buchhalterin Hertha Mertens. Der Ehe entsprang ein Sohn. Im Februar 1934 erhielt er zusätzlich die Aufgaben eines Gauorganisationsleiters für den Gau Berlin.
Ab 1933 gehörte Schach für einige Monate dem Preußischen Landtag an. Nach der Auflösung dieser Körperschaft im Herbst 1933 wurde er Abgeordneter des nationalsozialistischen Reichstags und vertrat dort von November 1933 bis zum Ende der NS-Herrschaft im Frühjahr 1945 den Wahlkreis 3 (Berlin Ost). Schach war zudem von 1935 bis 1945 Ratsherr der Stadt Berlin für den Bezirk Horst-Wessel-Stadt und Mitglied des Nationalsozialistischen Kraftfahrkorps, in dem er 1940 den Rang eines Oberführers erreichte. Von 1937 bis 1941 war er Organisationsleiter im Gau Groß-Berlin.
Während des Zweiten Weltkriegs wurde Schach 1942 zum Gauamtsleiter der Gauleitung von Groß-Berlin ernannt und am 30. Januar 1943 in den Rang eines Oberdienstleiters der NSDAP befördert. Am 10. Februar 1944 bekam er das Ritterkreuz des Kriegsverdienstkreuzes mit Schwert verliehen.
Im Februar 1944 wurde Schach in seiner Eigenschaft als Gauinspekteur von Berlin von dem Berliner Gauleiter Joseph Goebbels angewiesen, ein Bunkerbauprogramm für die Berliner Bevölkerung auszuarbeiten, das 800.000 Menschen in neuen Großbunkern und Stollen im Gebiet um den Kreuzberg Schutz vor Luftangriffen bieten sollte. Im selben Jahr spielte Schach eine Rolle bei der Niederschlagung des Staatsstreichversuches vom 20. Juli 1944: An diesem Tag vermittelte Schach ein Gespräch zwischen Goebbels und Oberstleutnant Hagen, der Goebbels davon überzeugte, den direkten Kontakt zu Otto Ernst Remer, dem Befehlshaber des Berliner Wachbataillons, zu suchen. Infolge dieses Kontaktes wurden Maßnahmen der NS-Regierung zur Niederschlagung des Aufstandes eingeleitet.
Von 1944 bis 1945 amtierte Schach als Stellvertreter des Gauleiters von Berlin, Joseph Goebbels. In dieser Stellung gehörte er in den letzten Tagen der Schlacht um Berlin im April 1945 zum Kreis um Adolf Hitler im Berliner Führerbunker, wo er unter anderem an einigen der letzten Lagebesprechungen des Diktators teilnahm. Er fiel am 30. April bei Kämpfen im unterirdischen S-Bahnhof Berlin Stettiner Bahnhof.